# Dawit Wolde
Dawit Wolde Arega, né le 19 mai 1991 à Debre Zeit, est un athlète éthiopien spécialiste des courses de demi-fond.

## Biographie
En 2007, il se classe troisième des championnats du monde cadets, à Ostrava, et deuxième des championnats d'Afrique juniors, à Ouagadougou. 
Il participe aux Jeux olympiques de 2012 et aux championnats du monde de 2015, s'inclinant dès les séries.
Le 20 mars 2016, Wolde se classe 5e des championnats du monde en salle de Portland sur le 1 500 m.

### Palmarès
| Date | Compétition                    | Lieu        | Résultat | Épreuve  | Performance    |
| ---- | ------------------------------ | ----------- | -------- | -------- | -------------- |
| 2007 | Championnats du monde cadets   | Ostrava     | 3e       | 1 500 m  | 3 min 45 s 03  |
| 2007 | Championnats d'Afrique juniors | Ouagadougou | 2e       | 1 500 m  | 3 min 46 s 71  |
| 2016 | Championnats du monde en salle | Portland    | 5e       | 1 500 m  | 3 min 44 s 81  |
| 2023 | Marathon de Valence            | Valence     | 3e       | Marathon | 2 h 3 min 48 s |

### Records
| Épreuve | Épreuve   | Performance   | Lieu    | Date            |
| ------- | --------- | ------------- | ------- | --------------- |
| 1 500 m | Plein air | 3 min 33 s 82 | Hengelo | 27 mai 2012     |
| 1 500 m | Salle     | 3 min 37 s 86 | Athlone | 17 février 2016 |